# Partido Provincial Rionegrino
El Partido Provincial Rionegrino, abreviado como PPR, fue un partido político argentino de ámbito provincial, funcional en la provincia de Río Negro. 

## Historia
De carácter demócrata cristiano y regionalista, fue fundado el 15 de mayo de 1972 por el entonces interventor federal de facto de la provincia durante la dictadura militar autodenominada Revolución Argentina, Roberto Requeijo, con el objetivo de disputar las venideras elecciones provinciales. En dichos comicios, Requeijo dimitió como gobernador de facto para poder presentarse como candidato a gobernador constitucional. Como candidato del partido, Requeijo obtuvo el 24.83% de los votos y el segundo lugar detrás del peronista Mario Franco, desplazando a la Unión Cívica Radical (UCR) de su lugar como oponente histórico del justicialismo. A pesar de que Franco no superó el 50% requerido para ser elegido en primera vuelta, Requeijo decidió no presentarse a una segunda vuelta, por lo que Franco resultó elegido gobernador automáticamente. A nivel nacional, apoyó la candidatura presidencial de Ezequiel Martínez, de la Alianza Republicana Federal, que quedó quinto con un 2.91% de los votos.
Después de la restauración democrática, el PPR continuó siendo una fuerza importante en Río Negro, quedando en tercer lugar en la mayoría de las elecciones. Requeijo fue nuevamente candidato en 1987, obteniendo el 21.30%. A partir de 1991, sin embargo, el PPR comenzó a decaer, y desde entonces no se ha recuperado. Desde entonces no presentó nuevamente candidato propio y en general apoyó a alguno de los dos partidos mayoritarios. En las elecciones de 1995 y 1999 apoyó al postulante radical Pablo Verani, quien fue elegido y reelegido gobernador de la provincia. En 2003 apoyó al peronista Carlos Ernesto Soria, concurriendo con boleta propia como una colectora, que resultó derrotado estrechamente. En 2007 apoyó al gobernador radical Miguel Saiz, y en 2011 al igualmente radical Cesar Barbeito, que resultó derrotado por Soria. En todas estas anteriores elecciones concurrió con su propia boleta, rondando entre un 7 y un 11% de los votos. El 7 de abril de 2014 el partido se disolvió para convertirse en la seccional local de Río Negro del partido nacional Propuesta Republicana, para disgusto de varios de sus miembros.

## Resultados electorales

### Gobernador de Río Negro
|  | 24.81 % |

|  | 2.05 % |

|  | 21.30 % |

|  | 9.07 % |

|  | 44.88 % |

|  | 48.61 % |

|  | 8.12 % |

|  | 11.23 % |

|  | 7.01 % |

### Legislatura Provincial de Río Negro
|  | 21.74 % |

|  | 2.33 % |

|  | 20.96 % |

|  | 9.26 % |

|  | 9.09 % |

|  | 7.99 % |

|  | 8.00 % |

|  | 11.14 % |

|  | 11.81 % |

|  | 7.13 % |

|  | 7.69 % |